# 施特基希巴赫河 (美因河支流)
50°0′1″N 10°32′50″E / 50.00028°N 10.54722°E

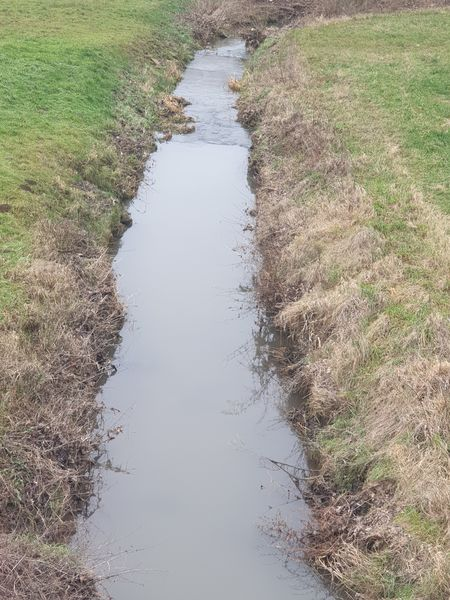

施特基希巴赫河是德國的河流，位於該國東南部，由巴伐利亞負責管轄，屬於美因河的左支流，河道全長14.7公里，流域面積35.4平方公里。